# Bakel

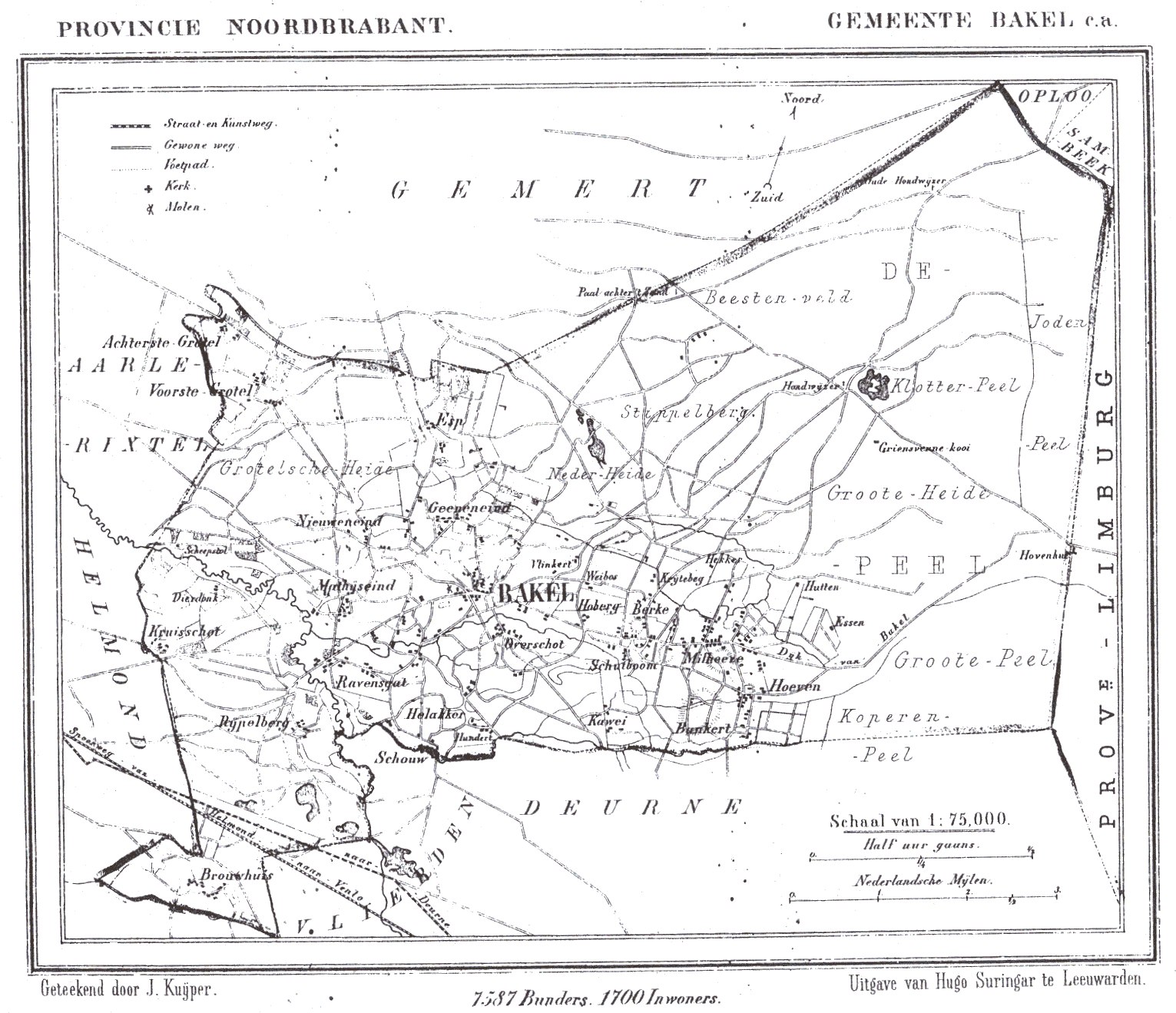
Bakel in 1866

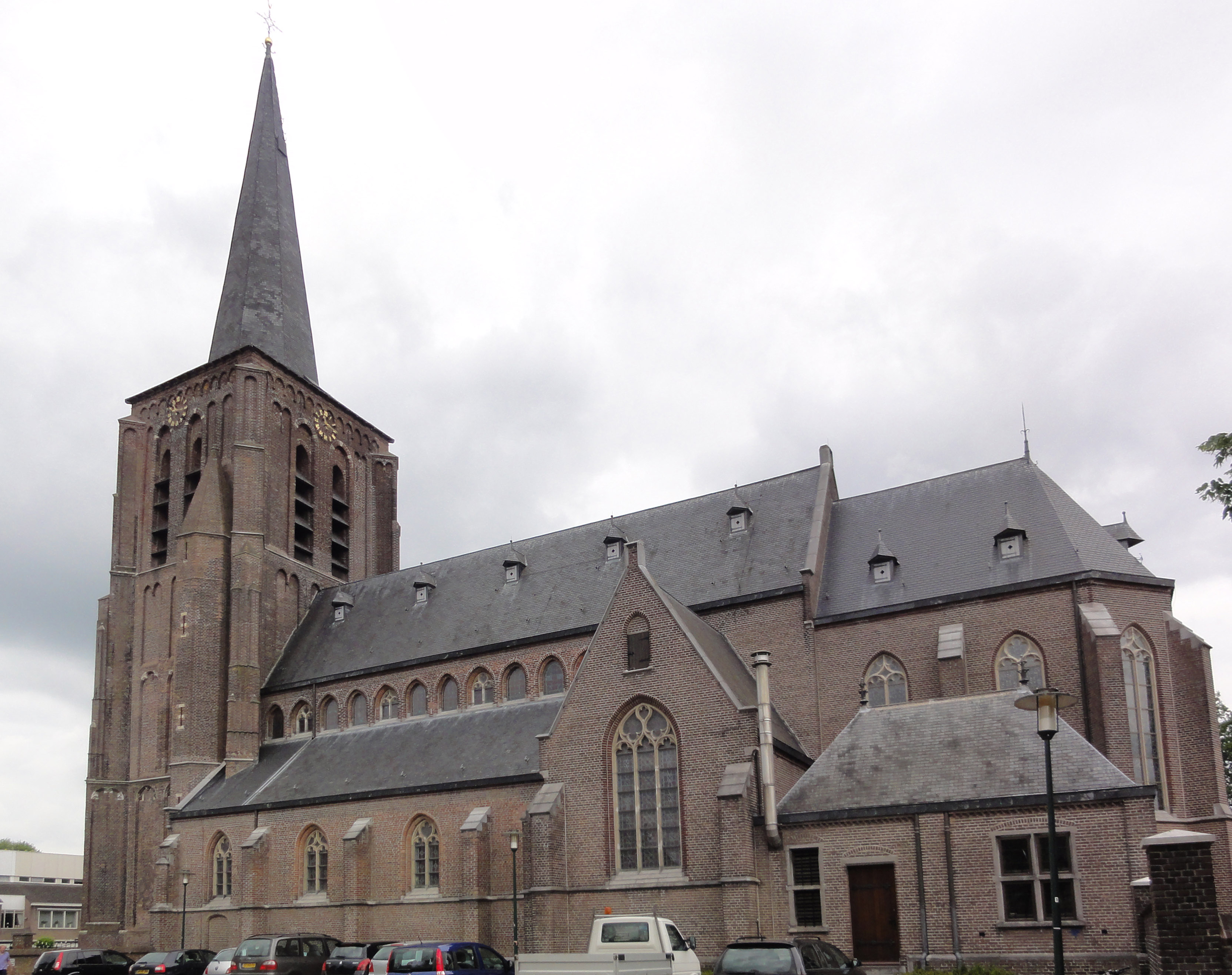
St.Willibrorduskerk Bakel

Bakel is een dorp in de gemeente Gemert-Bakel in de Nederlandse provincie Noord-Brabant. Het dorp is gelegen in de Peelrand. Bakel was in het ancien régime een heerlijkheid in het hertogdom Brabant, behorend tot het Kwartier van Peelland onder de Meierij van 's-Hertogenbosch.
Bij de instelling van de gemeenten na de Franse tijd werd de gemeente Bakel en Milheeze opgericht, die tot aan de samenvoeging met Gemert in 1997 bleef bestaan. Op 1 januari 2023 bedroeg het inwoneraantal van Bakel 6.100. In 2014 vierde Bakel feest vanwege het 1300-jarig bestaan, Bakel is daarmee het oudste dorp van Noord-Brabant.

## Etymologie
Bakel is een loo-naam,  verwijzend naar een open loofbos of loo waarbinnen de nederzetting lag. Het voorvoegsel bak- zou afgeleid zijn van rug, welving of hoogte (vergelijk het Engels: back). Andere verklaringen zijn ook geopperd, daar bake ook op varken betrekking zou kunnen hebben (vergelijk big en bacon).
De plaatsnaam Bakel komt de eerste keer voor in een akte uit 714. Het bewijs hiervoor staat in een afschrift van een akte, opgenomen in het zogenaamde "Liber Aurus Epternacensis" (het gulden boek van de abdij van Echternach) van eind 12e eeuw. De akte was opgemaakt in Bakel ("Bagoloso" in die tijd).

## Geschiedenis
Bakel was gelegen aan de oude doorgaande weg van Empel naar Roermond aan een weg, die ook wel de Oudestraat (prehistorische route Empel-Roermond) werd genoemd. De oudste schriftelijke vermelding stamt uit het jaar 714, als er voor de Frankische hofmeier Pepijn van Herstal een oorkonde wordt opgemaakt in diens woning in Bakel ("Bagoloso" in die tijd). Dit vroeg-middeleeuwse koninklijke verblijf is archeologisch nog niet gelokaliseerd. Een oorkonde uit 721 spreekt over de bezittingen van de Frankische edelman Herelaef, wiens moeder bezittingen te Bakel (Baclaos) had. Herelaef schonk in dat jaar aan Willibrordus onder meer een kerk te Bakel. Deze kerk kwam door toedoen van Willibrordus in het bezit van de Abdij van Echternach, welke tot 1795 invloed zou blijven houden in Bakel. De authenticiteit van de oorspronkelijke documenten, waarvan het origineel in het algemeen al in de 11e eeuw verloren was gegaan, is twijfelachtig. Ze berusten op het Liber aureus dat door belanghebbende monniken is geschreven.
Vóór 721 werd in Bakel een houten kerk gebouwd die omstreeks 1100 vervangen werd door een stenen Romaanse kerk. Deze is op haar beurt weer door de huidige, gotische, kerk vervangen. De parochiekerk van Bakel was de moederkerk voor de inwoners van Deurne, Gemert en Milheeze.
Diverse achtereenvolgende pausen hebben de rechten van de Abdij van Echternach bekrachtigd. Omstreeks 1100 werden de bezittingen van deze abdij beheerd door een laatbank die in het nabijgelegen Deurne was gevestigd.
In de hieropvolgende periode begonnen feodale heren een steeds grotere macht te vertonen. Omstreeks 1200 viel Bakel onder het Graafschap Rode dat onder invloed van de Graaf van Gelre stond. Willem I van Horne bezat de voogdij over de goederen van de Abdij van Echternach in Peelland en droeg deze in 1222 over aan Hertog Hendrik I van Brabant. Het cijnsrecht werd echter gedeeld tussen hertog en abdij. De abdij gaf echter het tiendrecht weer uit aan lokale notabelen.
In 1648 kwam Bakel rechtstreeks onder de Republiek der Zeven Verenigde Nederlanden en werd de uitoefening van de katholieke godsdienst verboden. Van 1672-1674 was de streek door Franse troepen bezet. Er konden vanaf die tijd schuurkerken worden gebouwd en de Bakelse schuurkerk bleef in gebruik tot 1818, waarna de katholieken hun oorspronkelijke kerk weer terugkregen.

## Geografie

### Wijken
Er zijn veel verschillende wijken in Bakel onder andere: Oranjewijk met namen van de verschillende Oranjes van Nederland, de Bloemenwijk met namen van verschillende bloemen (e.g. Boterbloemstraat, Korenbloemstraat), de Rozenwijk met namen van verschillende rozen (e.g. Duinroosstraat, Klaproosstraat), de wijk Soersel (afgeleid van straatnaam Roessel) en de nieuwbouwwijk Neerakker, waar in mei 2010 twaalf duizendponders werden gevonden, waarschijnlijk afkomstig van een vliegtuig van de Britse luchtmacht dat is neergestort tijdens de Tweede Wereldoorlog.

### Straten

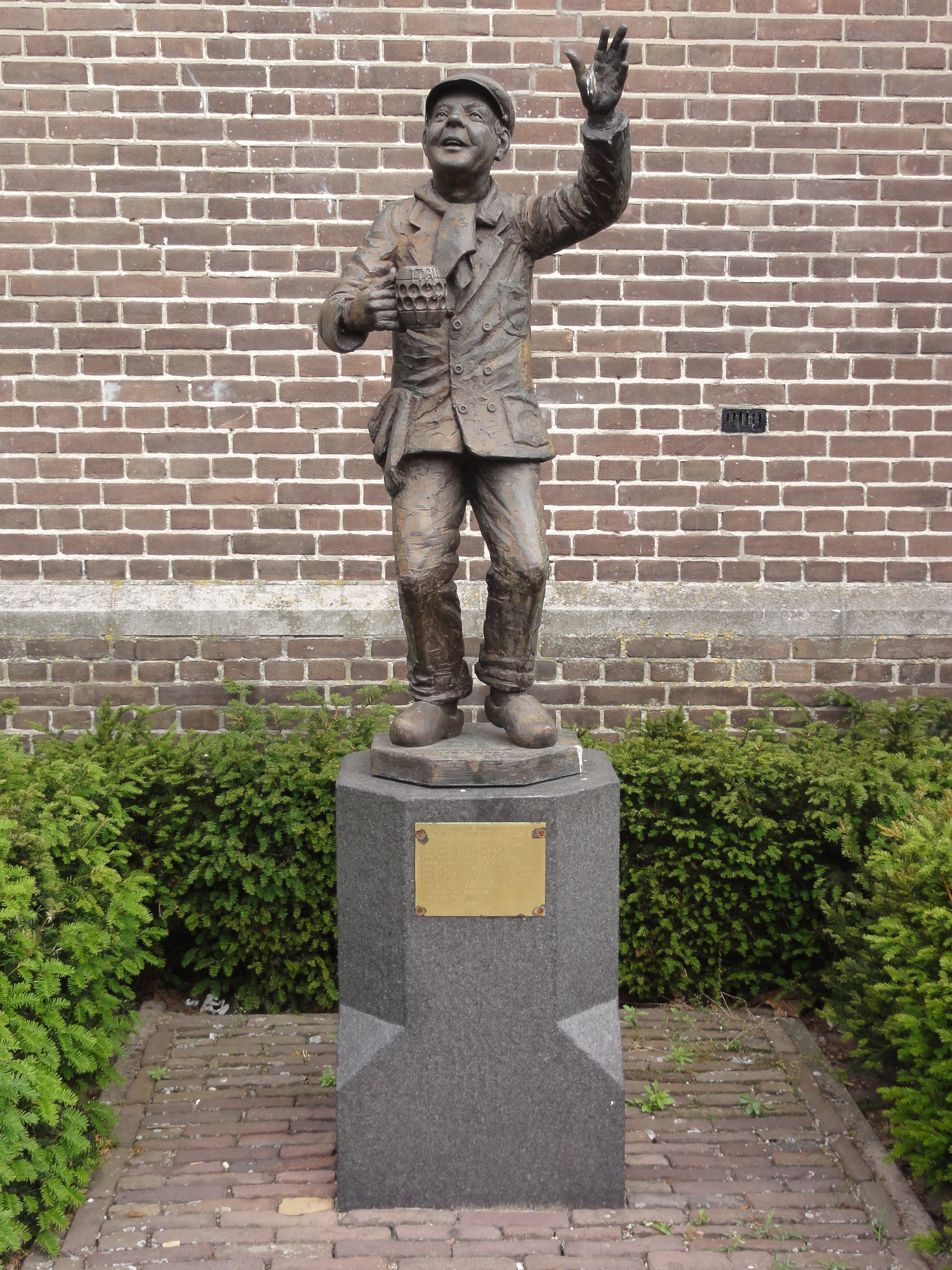
Sculptuur D'n Bakelse Pier

## Bezienswaardigheden
Bakel wordt gedomineerd door de kerk. Vanuit het zuiden voert het Kerkepad erheen, dat dwars door de nieuwbouwwijk voert. Voor het kerk ligt een plein met onder meer een dorpspomp uit 1996 en een bronzen beeldje van D'n Bakelse Pier, een bierdrinkende boer, eveneens uit 1996. Aan dit centrale plein staan nog enkele oudere gebouwen, deels als horecagelegenheid in gebruik.
- Sint-Willibrorduskerk is een gotische kerk die in het begin van de 16e eeuw gebouwd is.[7][8] De kerk is daarna meerdere malen ingrijpend vernieuwd en verbouwd onder meer ten gevolge van een brand in 1708. Zowel het schip en de toren werden in 1721 herbouwd. Aan de zuidzijde is een veelhoekige traptoren aangebouwd. Aan de zuidzijde van de toren zijn merktekens te zien. In 1893 is de voorzijde van de toren met machinale steen beklampt. In 1911 werd de kerk opnieuw verbouwd en werd er een dwarsbeuk en een priesterkoor aangebouwd, waarbij het oude koor werd gesloopt. Het interieur kenmerkt zich door een zeldzaam tongewelf dat versierd is met Franse lelies en kleurige linten. Er zijn zeven glas-in-loodramen in het koor die de zeven Sacramenten uitbeelden. Ook is er een 15e-eeuws tabernakelkastje. Er is een 18e-eeuwse preekstoel en twee biechtstoelen uit dezelfde tijd. Voorts een 18e-eeuws schilderij van de heilige Dominicus en 19e-eeuwse beelden van Petrus, Paulus, Johannes de Evangelist en Willibrord.
- Achter de kerk ligt een kerkhof met een geklasseerde muur uit 1833, waarop een zeldzame muurvegetatie groeit. Hier staat ook een Willibrordusbeeld dat oorspronkelijk in een nis in de torengevel stond.
- Ten noorden van de kerk is in 2004 een Willibrordusput gemetseld met een kapelletje erboven.
- Sint Willibrordusmolen is een standerdmolen uit 1752.
- Enkele langgevelboerderijen, waaronder één in buurtschap Geneneind no 18 uit 1846, en één in buurtschap Zand vlak ten noorden van de kern, waar ook een oude beukenhaag is te vinden.

Zie ook:
- Lijst van rijksmonumenten in Bakel
- Lijst van gemeentelijke monumenten in Bakel

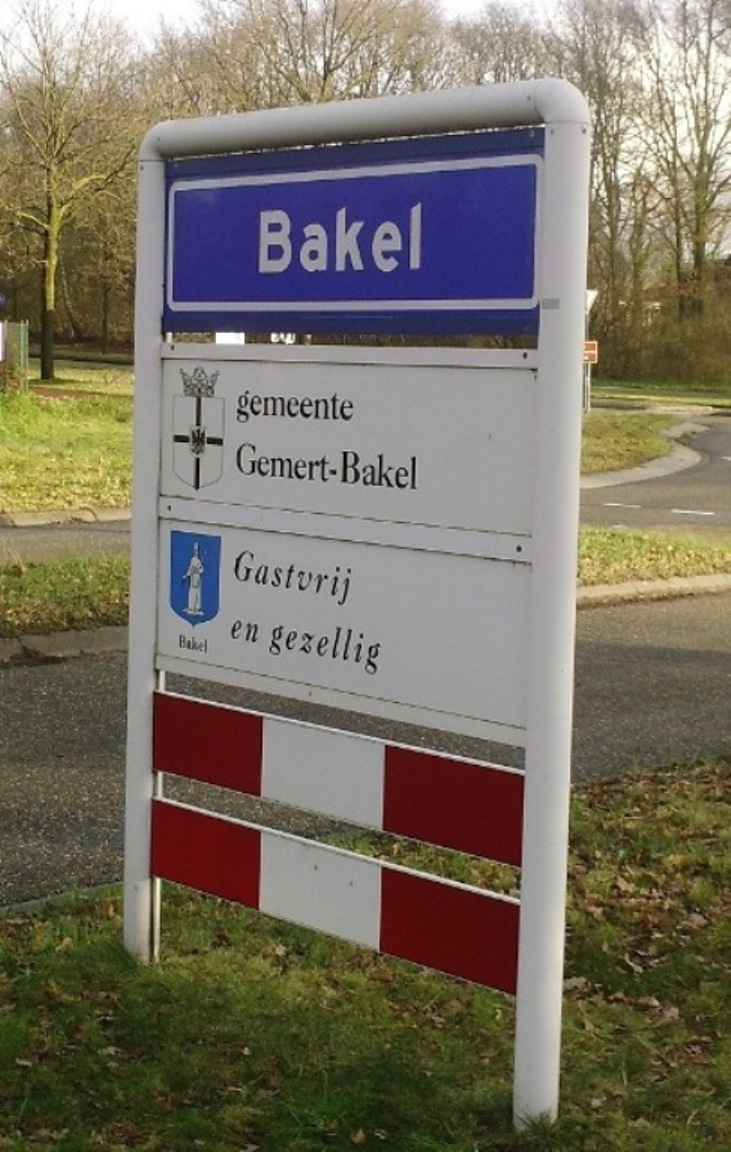
Plaatsnaambord aan de bebouwde kom van Bakel

## Monumenten in het centrum van Bakel
- Sint-Willibrorduskerk
- Kerkhofmuur
- Parochiehuis
- Pastorie
- Bakhuis bij Pastorie
- Heilig Hartbeeld
- Monumentale bomen
- Sint Willibrordusmolen
- Gemeentelijke monumenten
- Historische bebouwing

## Musea
Museum 'De Tolbrug'  is een particuliere verzameling in de buurtschap Neerstraat, bij de brug over de Esperloop. Hier bevond zich van de 12e eeuw tot 1794 een tol. De verzameling betreft werktuigen en gereedschappen die van de 10e tot de 20e eeuw in Brabant en de Peel werden gebruikt. Niet alleen landbouwwerktuigen maar ook benodigdheden voor ambachten zoals timmerman en smid zijn hier te vinden, alsmede huishoudelijke gebruiksvoorwerpen zoals wasbenodigdheden.

## Evenementen
- Carnaval
- Kermis
- Pleinconcert (georganiseerd door Musis Sacrum Bakel)
- Bakel Markt (georganiseerd door Carnavalsvereniging de Pierewaaiers)
- KPJ Dorpzeskamp
- Torenfeesten
- Streetrock OJC de Fuse
- Kite festival
- Kindervakantieweek
- Tractor Pulling Bakel, weekend sinds 1984
- Koningsdag met o.a. KoningsRock, vrijmarkt en optredens van vele artiesten
- Vlooienmarkt Jong Nederland Bakel
- Kerstmarkt
- Spektakel van Bakel (bridgedrive)
- We-Lands festival

### Bakel 1300
Tijdens de viering van het 1300-jarig bestaan van Bakel in 2014 werden er het gehele jaar verschillende activiteiten georganiseerd. Hieronder staat een greep uit alle activiteiten die op de website van de stichting vermeld staan.
- Nieuwjaarsconcert van Musis Sacrum met presentatie van het jaarprogramma van stichting Bakel1300
- Scholenproject
- Concert met muziekverenigingen uit Bakel
- Dag van Boakel
- Sint Willibrordusdag
- GEA concertweekend
- Afsluiting van programma Bakel1300

## Economie
Economisch bleef Bakel een arm dorp dat vooral van de landbouw leefde, terwijl tevens turf werd gestoken en verkocht. De uitvinding van de kunstmest maakte het vanaf ongeveer 1900 mogelijk om ontginningen door te voeren en het landbouwareaal uit te breiden.
Na de Tweede Wereldoorlog groeide het dorp uit tot forensengemeente. Er zijn niet veel bedrijven, maar wel bevinden zich in Bakel enkele grote zorginstellingen te weten: Sint Jozefsheil en de Jan de Witkliniek. Sint Jozefsheil is een verpleeghuis voor lichamelijk zieken en de Jan de Witkliniek is een verpleeghuis voor dementerende ouderen. Op het terrein ligt onder meer een modelspoorbaan. De zorginstellingen maken deel uit van de Zorgboog.
Voorts ligt ten zuiden van de kom een bedrijventerrein. Dit bedrijventerrein werd in 2012 uitgebreid samen met nieuwbouwwijk Neerakker en is nog steeds in aanbouw. Het belangrijkste Bakelse bedrijf is GEA FS (GEA Food Solutions, behorende tot de GEA Group), die machines voor de voedingsmiddelenindustrie vervaardigt.
Zandwinning vindt op grote schaal plaats ten noordoosten van Bakel. Hier ontstaat de Bakelse Plas. Een deel ervan is als recreatiegebied in gebruik, zoals bij de golfbaan Stippelberg en Nederheide.

## Natuur en landschap
Bakel is omringd door een sikkelduin dat tegenwoordig met bos beplant is. Dit duin ontstond tegen het einde van het Weichselien, maar is door overexploitatie opnieuw in verstuiving geraakt. Het hoogste punt ervan, de Zandse Berg, stak 14 meter boven het omringende maaiveld uit. Deze berg is echter in 1953 vernietigd omdat men het zand gebruikt heeft voor de aanleg van de weg van Bakel naar Deurne.
Ten westen en ten zuiden van Bakel bevinden zich een aantal complexen van bolle akkers. Deze zijn ontstaan doordat ze honderden jaren lang bemest werden met een mengsel van schapenmest en plaggen uit de potstal. Ten zuidoosten van Bakel ligt ook een natuurgebiedje waardoorheen het Wim Vloetpad loopt.
Verder naar het westen liggen de natuurgebieden Grotelsche Bos, de Biezen en Bakelsche Beemden. In het noorden ligt het dal van de Esperloop en Snelle Loop, terwijl het gebied van Bakel naar het zuiden toe wordt begrensd door de Bakelse Aa en de Kaweise Loop. Dwars door het dorp loopt de Peelrandbreuk, een geologische storing die, althans voor ingewijden, te herkennen is in de buurt van het Geneneind. In het uiterste oosten van de plaats, voorbij de zorginstellingen, ligt de algemene begraafplaats "De Hoberg" te midden van de bossen. Verder naar het oosten, bij de Peelrandbreuk, is een aanzienlijk reliëf; hier liggen stippels, evenals in het enkele kilometers noordelijker gelegen landgoed De Stippelberg.
Vanuit het centrum is een viertal wandelingen rond Bakel uitgezet die afzonderlijk of aaneengekoppeld gelopen kunnen worden en een goed beeld geven van de afwisselende omgeving van Bakel.

## Integraal gebiedsprogramma Bakel-Milheeze Noord (IGP)
Sinds 2005 is het waterschap Aa en Maas en gemeente Gemert-Bakel bezig met het IGP (Integraal Gebiedsprogramma) Bakel-Milheeze Noord. Het project is ontstaan rondom een plan om een zandwinplas noordelijk van Bakel en Milheeze uit te breiden. In combinatie met de golfbaan zal een groot deel van het boerenland noordelijk van deze dorpen plaats maken voor recreatiegebieden. Het gebied dat op de schop gaat/ging omvangt een oppervlakte van 400 hectare. Het project is onderverdeeld in 20 kleinere projecten.
Het Reconstructieplan “De Peel“ was aanleiding om de planvorming en uitvoering zo breed mogelijk en zo duurzaam mogelijk op te pakken. De hoofdlijnen van het plan waren:
- uitbreiding van de zandwinning in het gebied "Bakelse Plassen" tot zo'n 100 ha wateroppervlak.
- afwerken van een deel van de zandwinning als zwemstrand en recreatiegebied;
- aanleg van een golfbaan met 27 holes (Golfclub Stippelberg);
- vergroten en moderniseren van een verblijfsrecreatiecentrum ("Landgoed Nederheide");
- een natuurvriendelijke herinrichting van de beken Snelle Loop en Esperloop;
- verbeteren van de verkaveling voor de landbouwbedrijven;
- bijdragen aan het herstel van het historische landschap.

Inmiddels zijn alle bovengenoemde punten uitgevoerd.

## Voorzieningen
Bakel kent twee basisscholen, kindcentrum 'de Bakelaar' en de openbare school 'De Kleine Kapitein'. Sinds augustus 2015 is De Willibrordusschool van naam veranderd naar kindcentrum 'De Bakelaar'. In de school is inmiddels ook de kleuterspeelzaal, voor- en naschoolse opvang gevestigd. Bakel bezit een bibliotheek die sinds 2015 gevestigd is in de huiskamer van het zorgcentrum De Wilbertsdries en een kinderbibliotheek in kindcentrum De Bakelaar. Ook zijn er in Bakel twee sporthallen: sporthal de Beek en sporthal 't Zand. Sporthal de Beek staat gevestigd in het zuiden van Bakel, sporthal 't Zand staat gevestigd in het noorden van Bakel op sportpark Geneneind.

## Sport en recreatie
Bakel kent een groot aantal verenigingen. Het gaat onder meer om:
- Handboogvereniging Neerlandia
- Handbalvereniging Acritas
- Basketbalvereniging Yellow Sox
- Stichting zaalvoetbal Bakel (SZVB)
- Badmintonclub Bakel
- Judoclub Kano
- Hockeyclub Bakel
- Volleybalvereniging VV POB
- Jeu de boulesvereniging du tjut
- Jeugdnatuurwacht Bakel, Milheeze, De Rips
- Tennisvereniging De Sprenk
- Voetbalvereniging Bavos.

### Overige verenigingen
- Stichting Oranjefeesten Bakel
- Majorettenkorps, slagwerkgroep, harmonie Musis Sacrum Bakel
- Carnavalsvereniging De Pierewaaiers
- Sint Willibrordusgilde
- Golfclub Stippelberg (IGP Bakel-Milheeze-Noord)
- Stichting Tractorpulling Bakel

## Fietsroutes
Vanuit het centrum van Bakel starten vele fietsroutes naar onder andere Helmond, Milheeze, Deurne, De Mortel en Gemert

## Geboren
- Harm Schilder (1973), pastoor

## Fotogalerij

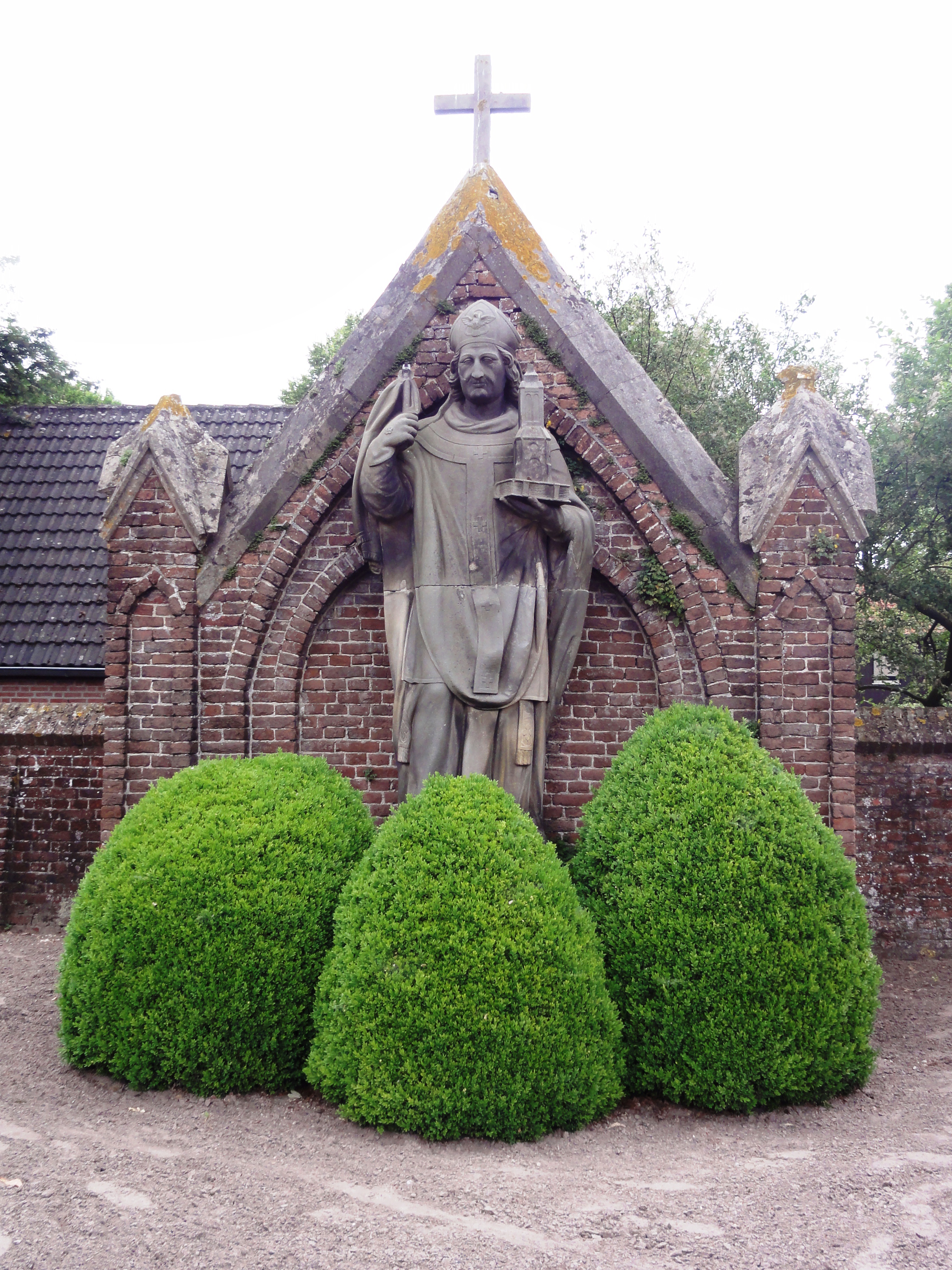
St.Willibrordusbeeld op kerkhof
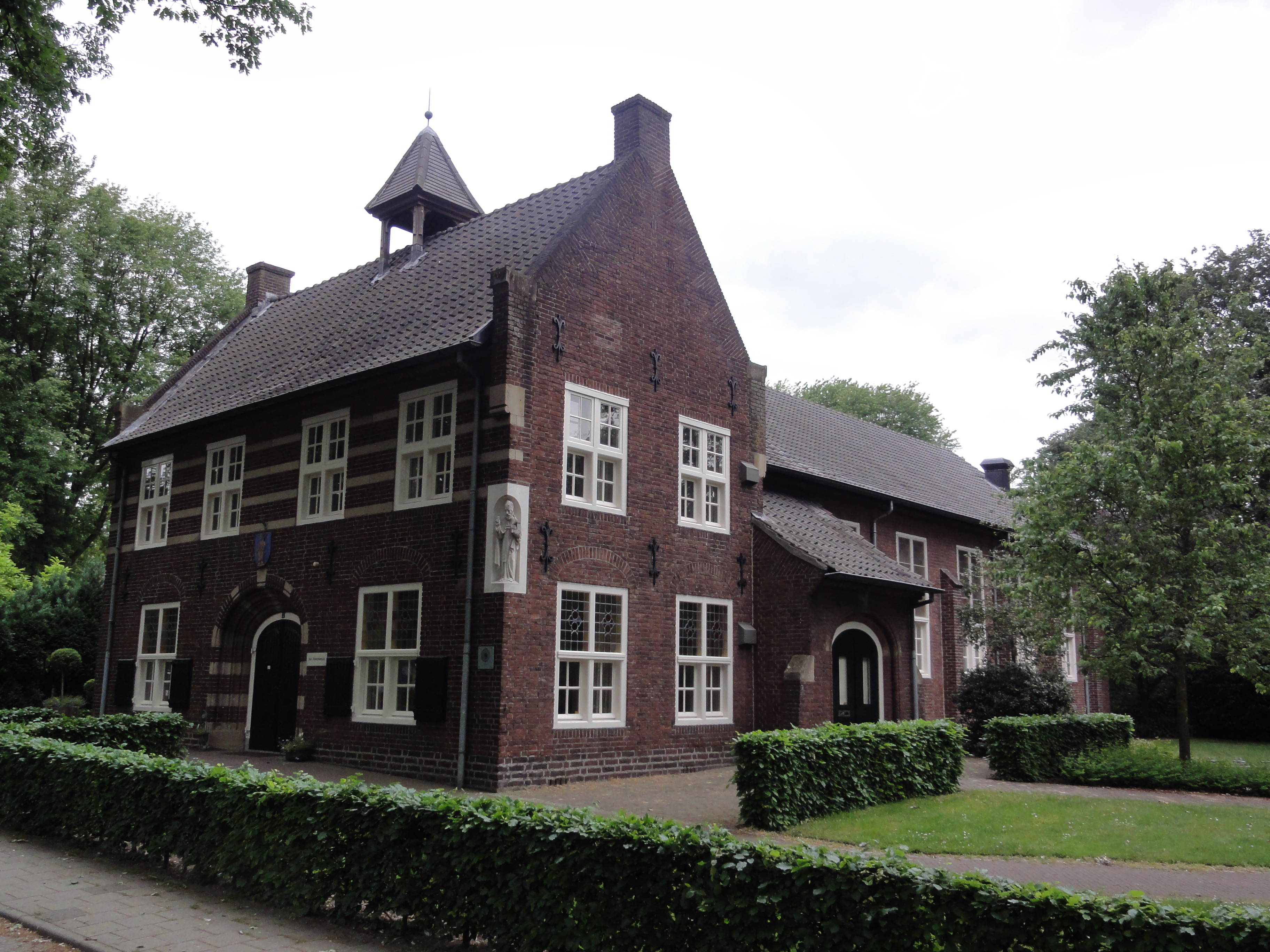
Parochiehuis Bakel
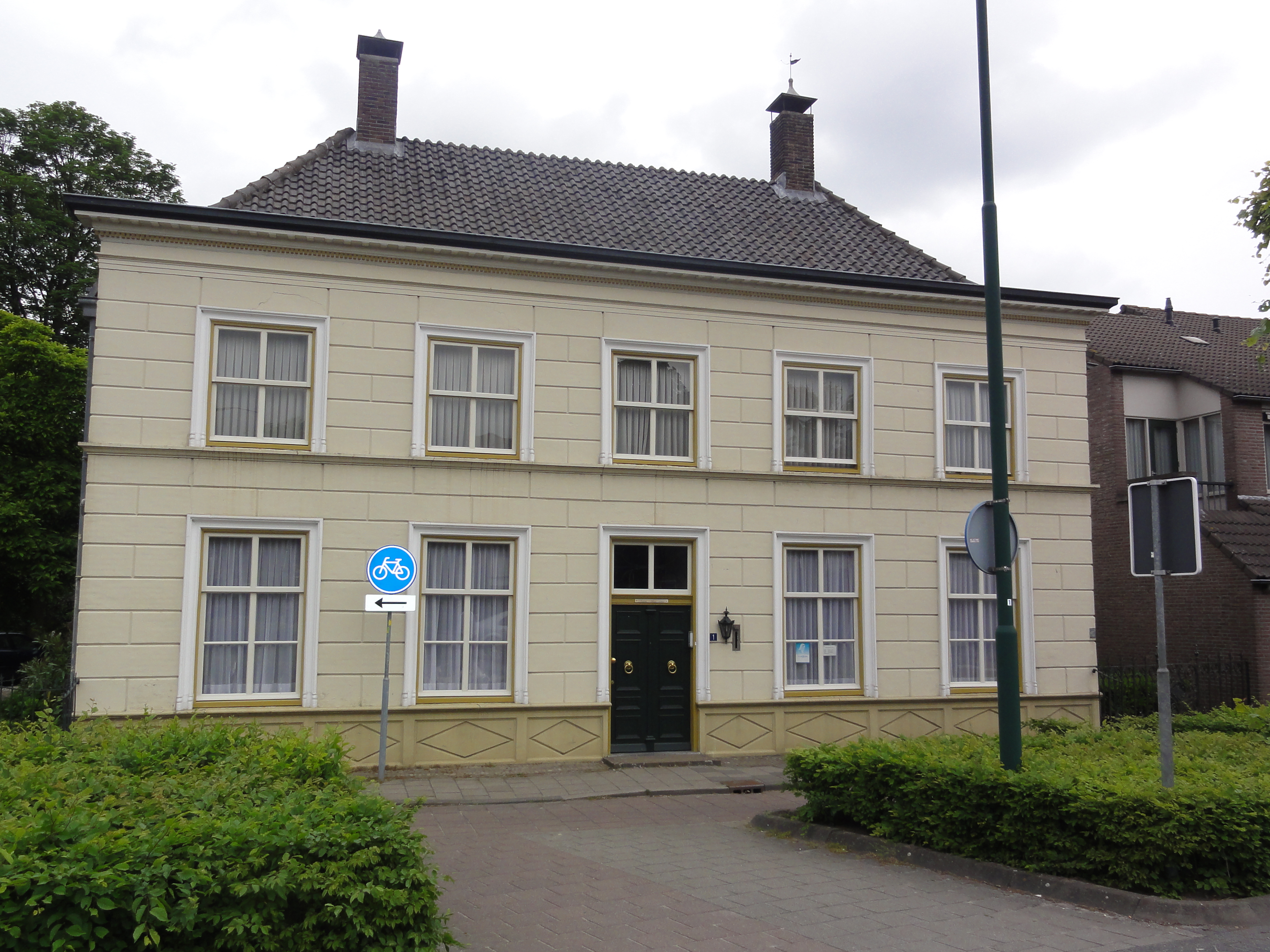
Pastorie Bakel
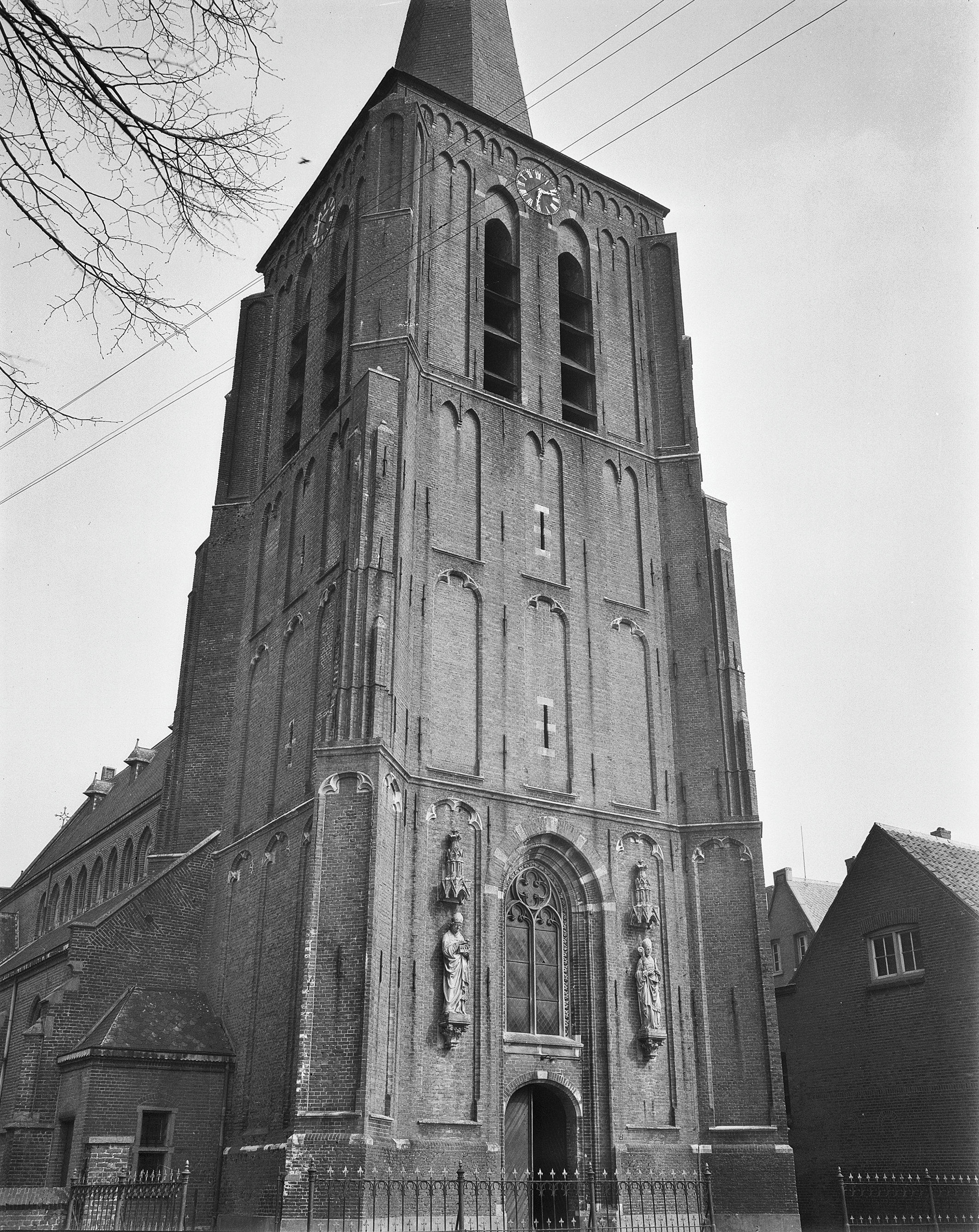
Kerktoren van kerk Bakel (april 1958)
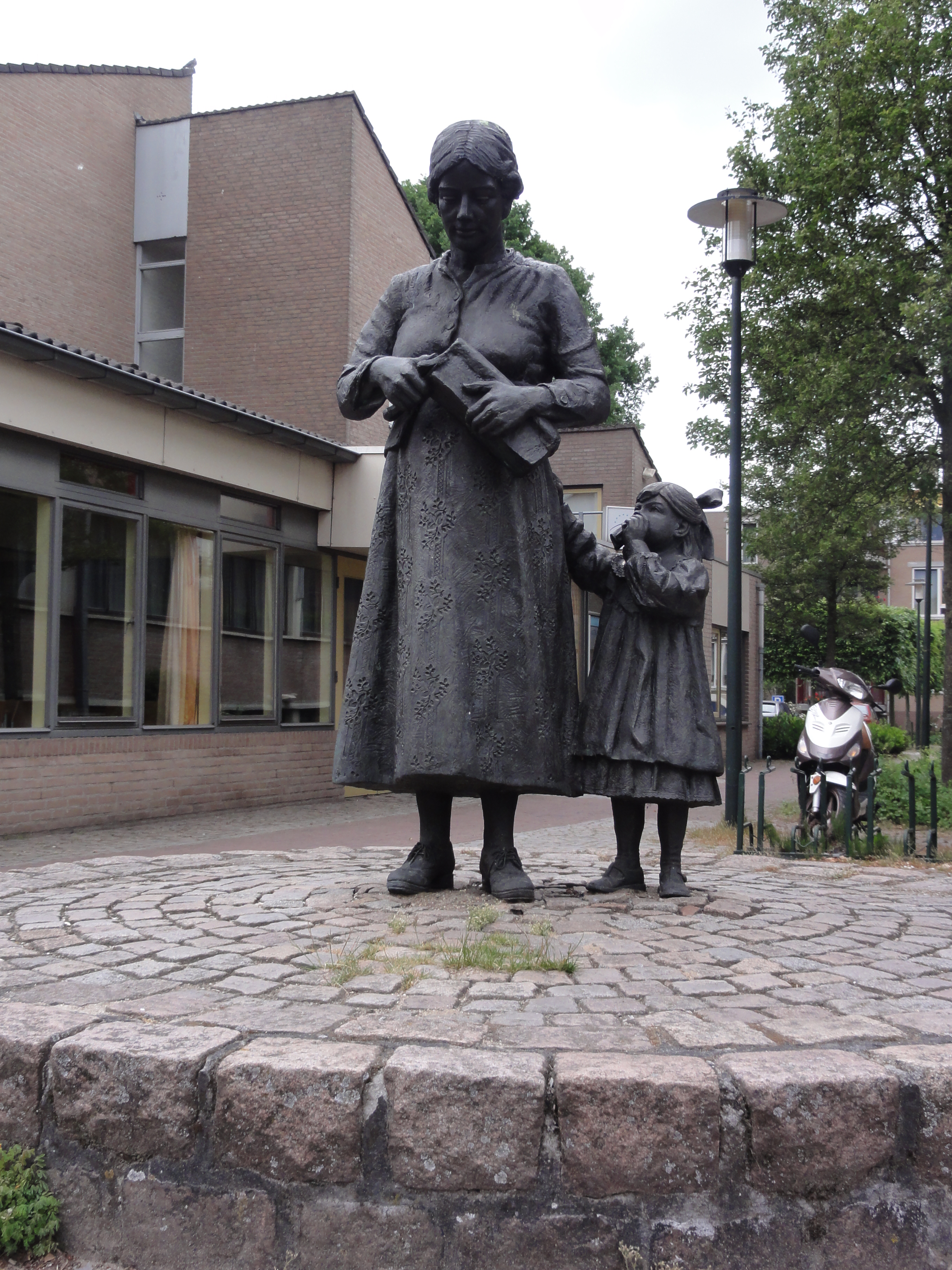
Sculptuur in Bakel door Toon Grassens
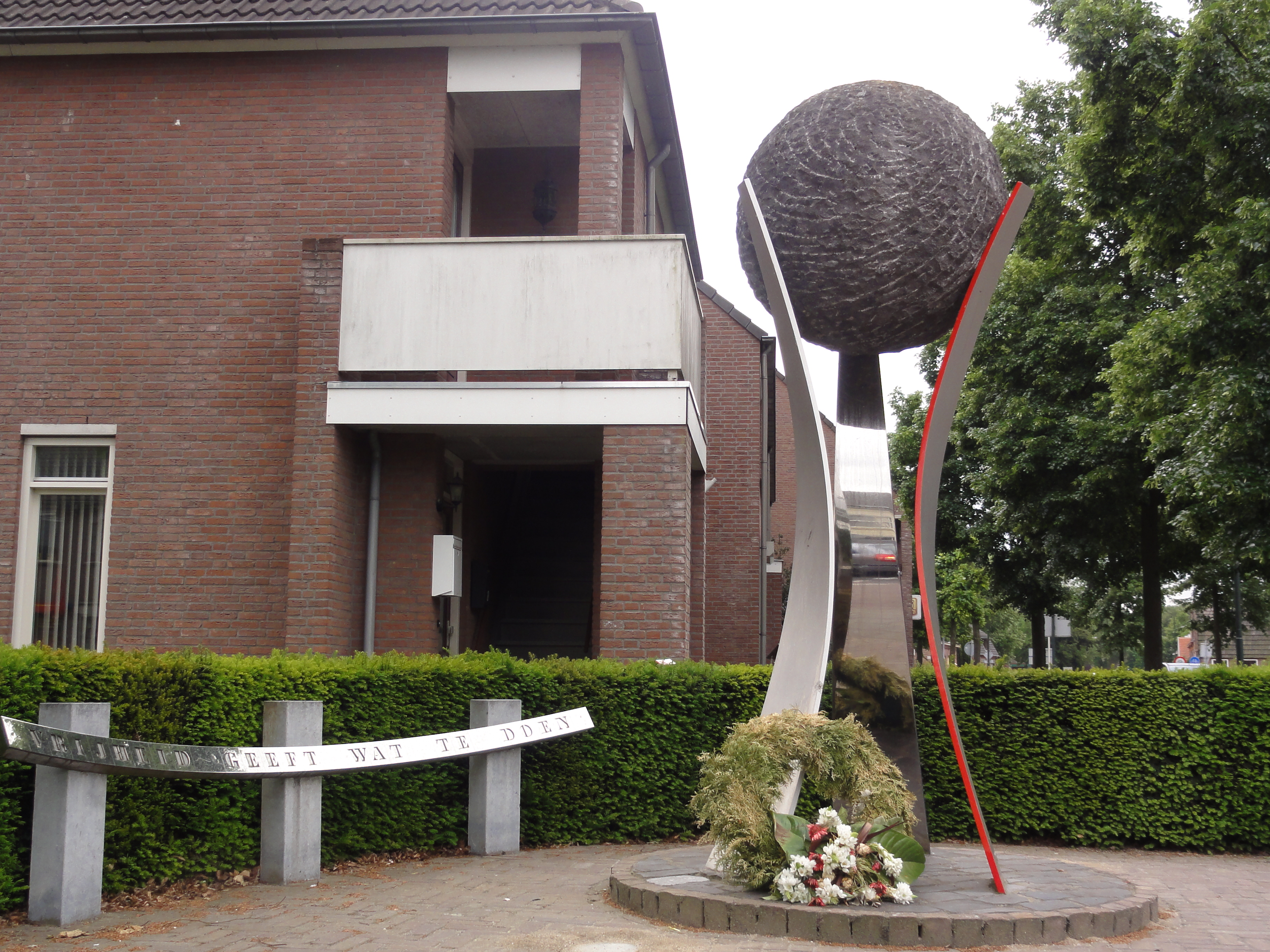
Oorlogsmonument in Bakel
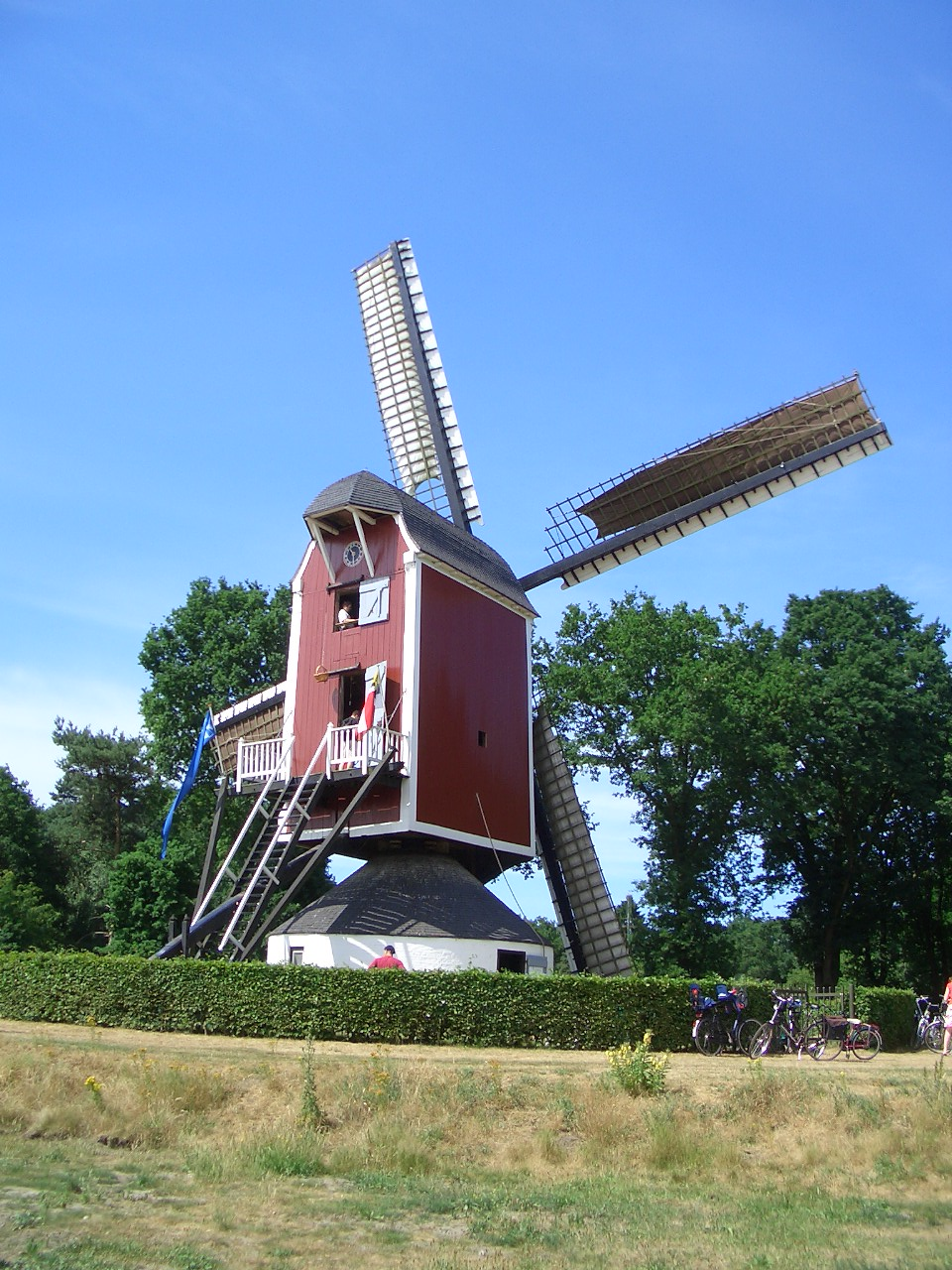
Sint Willibrordusmolen Bakel
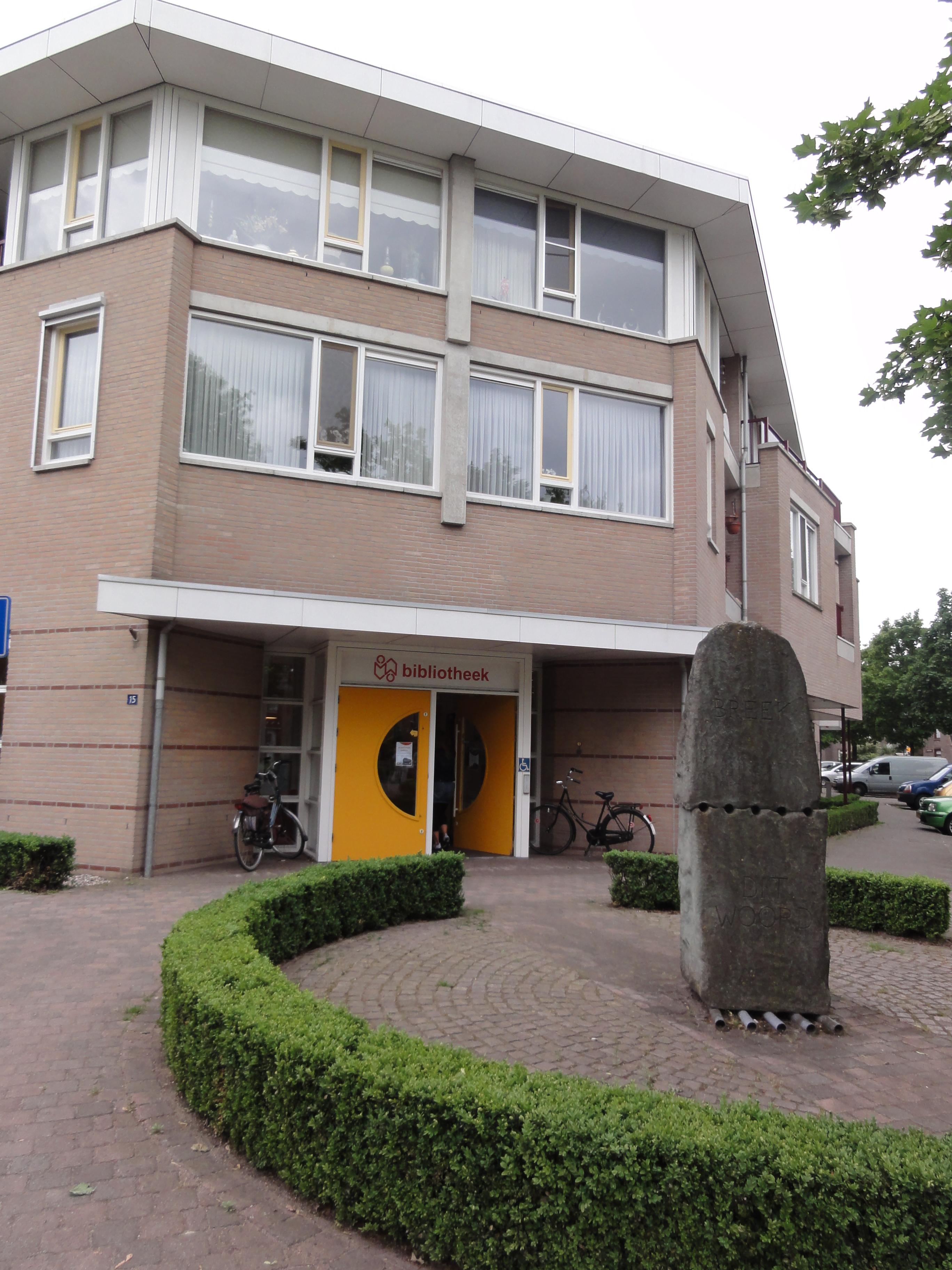
Bibliotheek Bakel
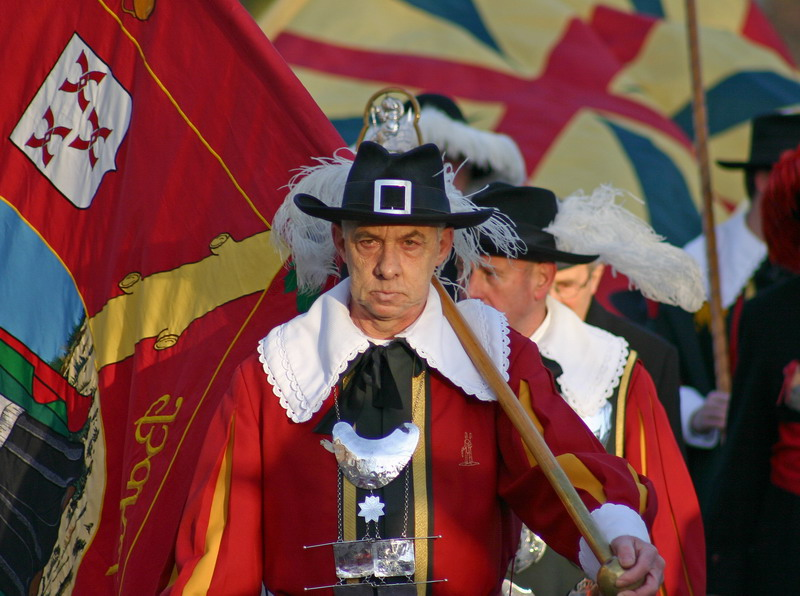
Schuttersgilde Bakel
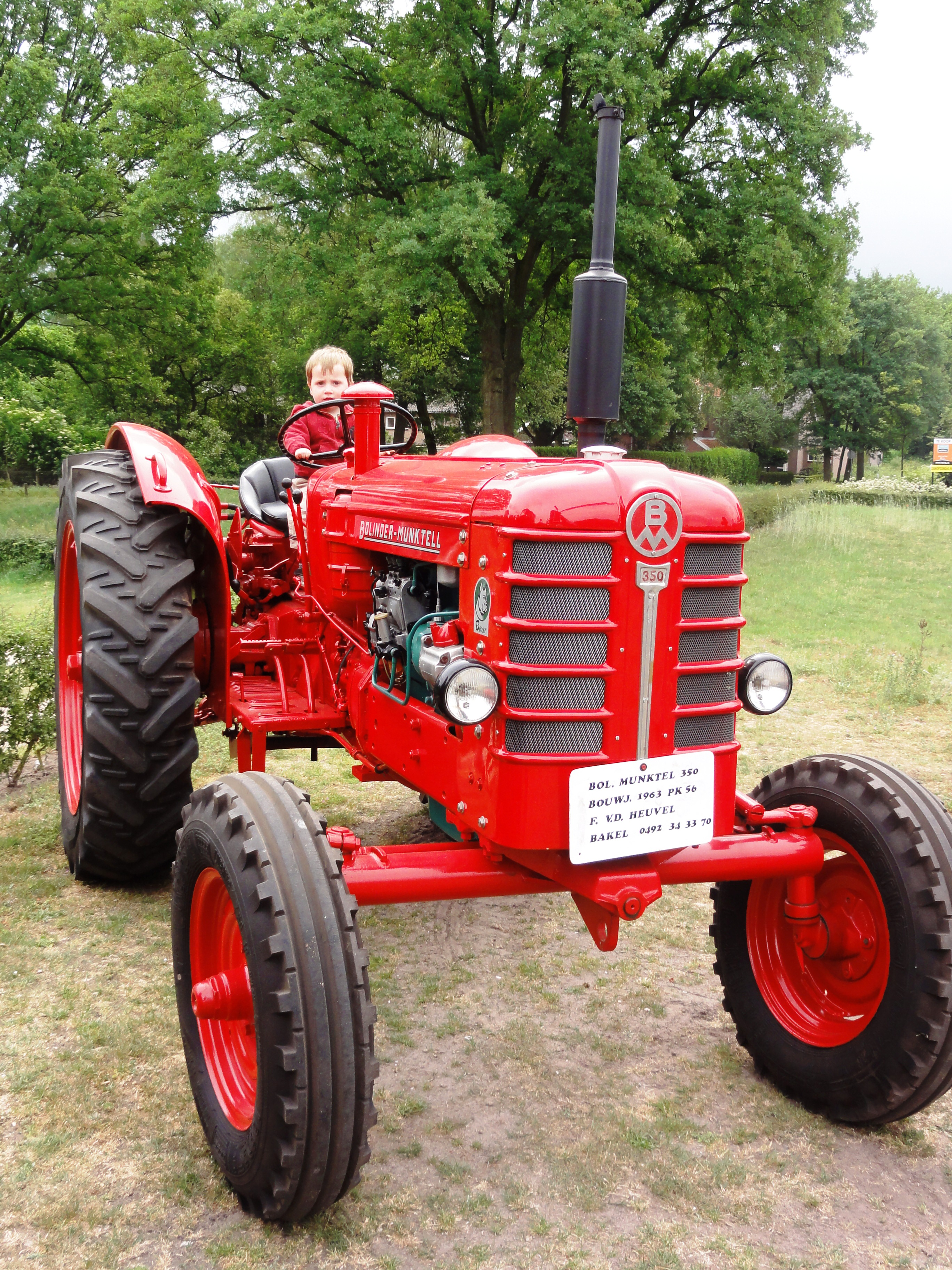
Bolinder-Munktell 350 tijdens tractorpulling Bakel 2011
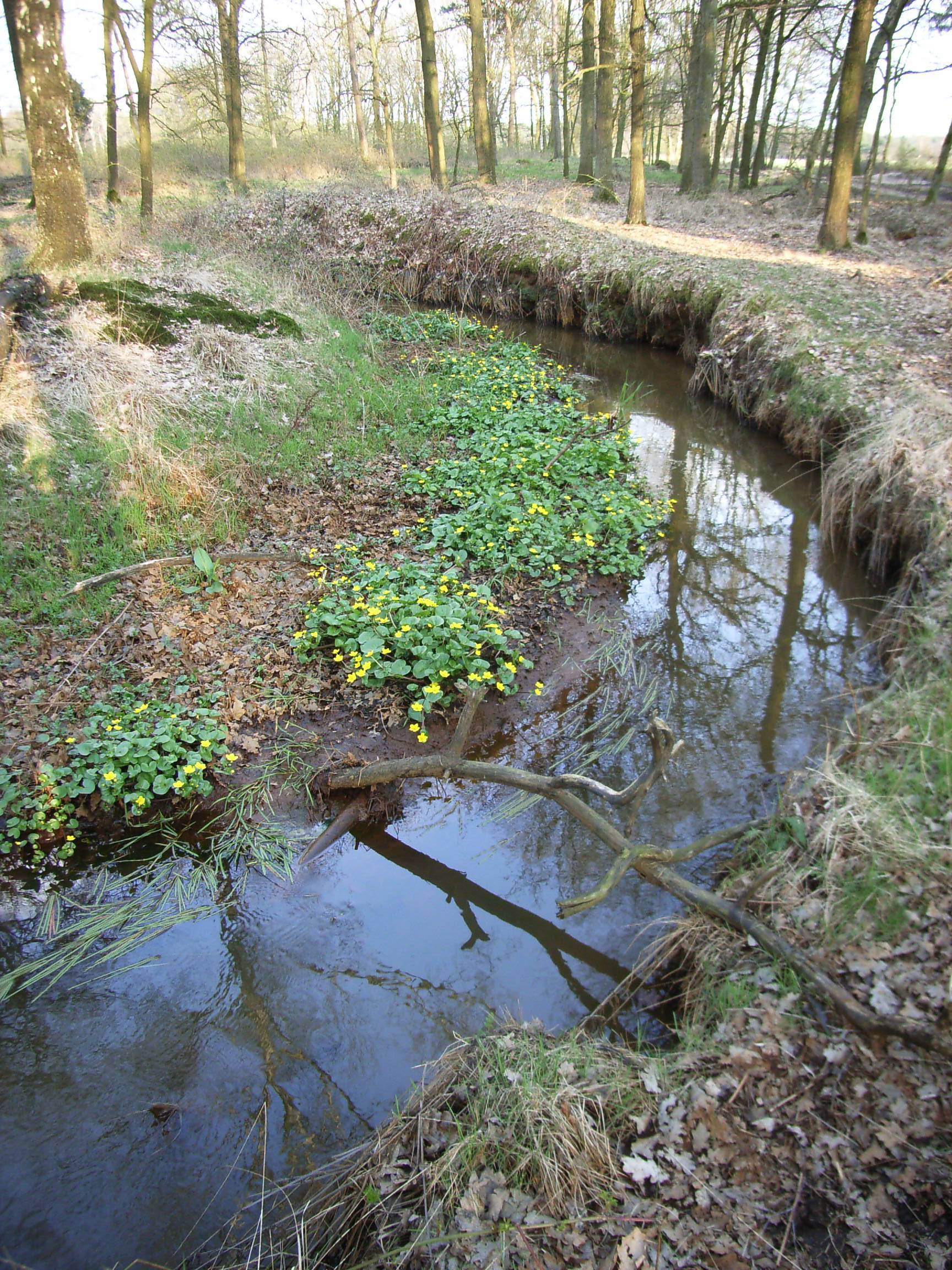
Esperloop